# 전쟁권
전쟁권(戰爭權, 라틴어: jus ad bellum, 영어: right to war)은 한 국가의 국왕, 대통령, 총리 등 군통수권자가 국제법상 합법적으로 전쟁을 일으킬 권리이다.
"국제법의 아버지"인 17세기 네덜란드 휴고 그로티우스는 1625년 전쟁과 평화의 법을 저술, "대부분의 사람들은 방어, 자국 소유물의 탈환, 처벌 등 세가지의 경우에 전쟁권(jus ad bellum)을 인정한다."고 주장했다.
옳은 전쟁론(정의로운 전쟁론)의 윤리 원칙은 ‘전쟁결정시 충분조건(the conditions under which States may resort to war or to the use of armed force in general)’과 ‘전쟁수행조건(jus in bello)’의 두 가지로 구분된다. '정당한 명분(jus ad bellum)', '정당한 수단(jus in bello)', '교전규칙(jus in bello)', '전쟁법(jus in bello)'이라고도 번역한다.
현재 국제법은 침략전쟁을 금지하고, 개인까지도 국제형사재판소에서 처벌하기 때문에, 자위권에 근거한 전쟁만을 합법적이라고 인정한다. 즉, 현재의 국제법상 전쟁권은 자위권을 의미한다고 볼 수 있다. 그러나 자위권에 근거한 전쟁이 반드시 소극적인 방어전쟁만을 말하는 것은 아니고, 적극적인 침략전쟁, 보복전쟁의 경우도 모두 자위권의 조건을 만족하면, 국제법상 합법적으로 인정한다.

## 같이 보기
- 자위권
- 정의로운 전쟁론
- 킬 리스트
- 살인면허